# 波杜里尼手抄本

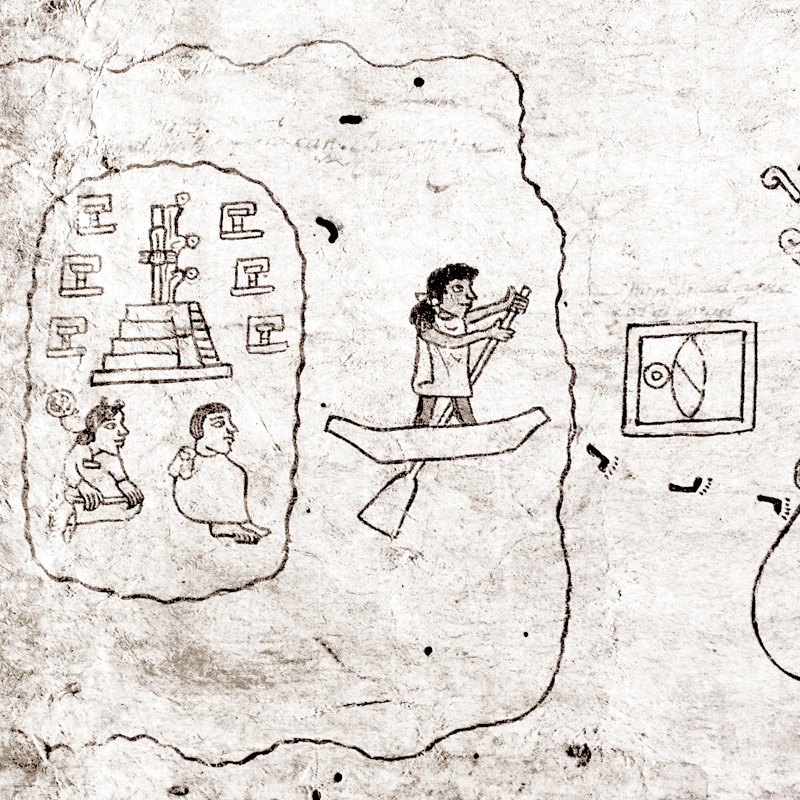
波杜里尼手抄本的首頁，敘述阿茲特克人離開阿茲特蘭的故事。

波杜里尼手抄本（Codex Boturini），約作於1530到1541年間，為阿茲特克人所作，惟作者不詳。內容主要是阿茲特克人由傳說中的阿茲特蘭遷徙到墨西哥谷地的故事。原作為549公分的長圖，並摺疊成21.5頁。由於第22頁被撕成一半，後人無法得知此為作者蓄意所為，抑或是後面尚有其他內容。本書只有黑色線條勾勒出的圖，而不像其他阿茲特克手抄本有著色。它的另一個名字──「漫遊之路」（Tira de la peregrinacion）──是它的第一個歐洲所有者起的。
新版本的解讀 為 AZTECA 遷移路 圖中小腳印  每個大標示為地名 小格為年份 並有52年的火年

## 内容

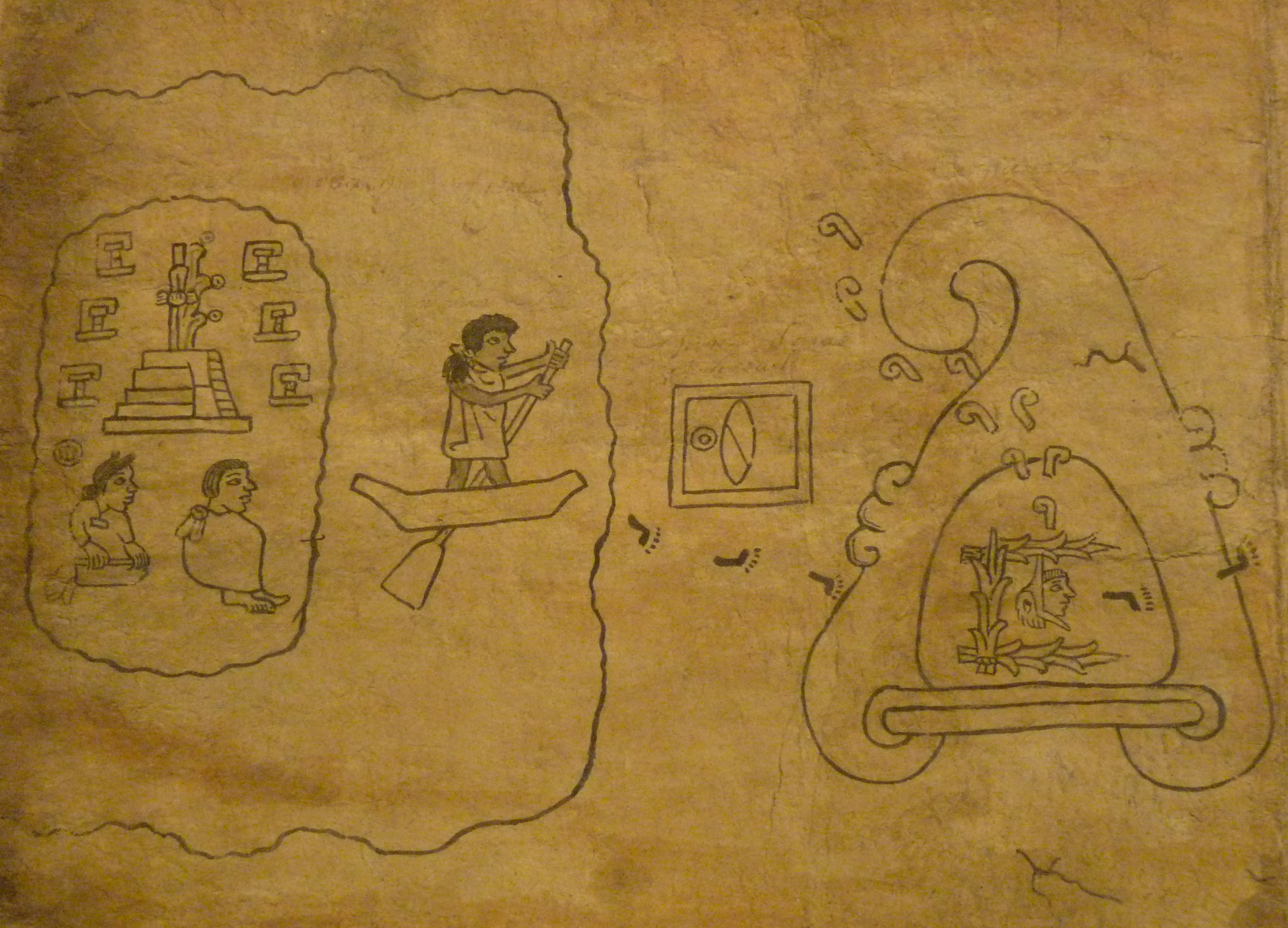
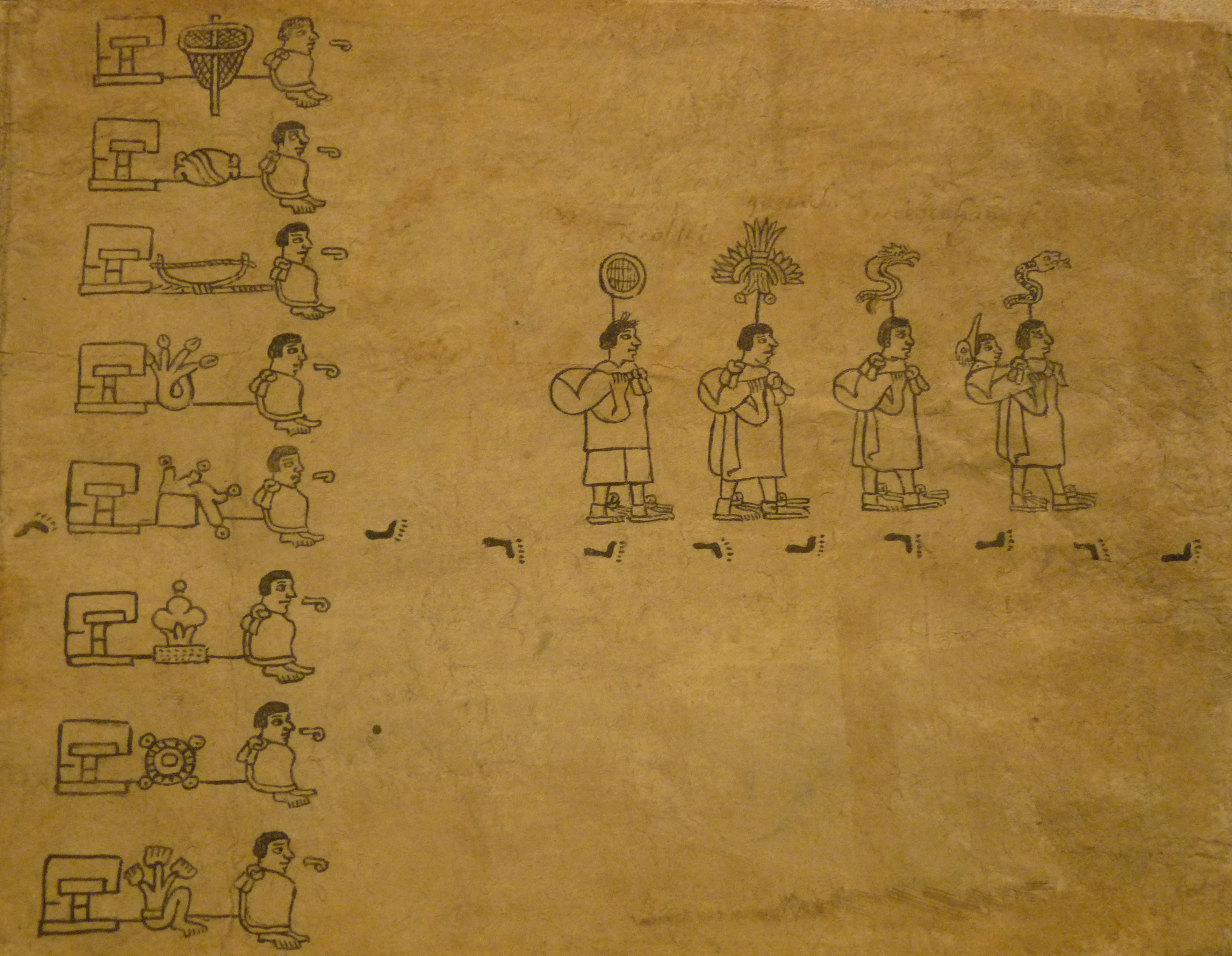
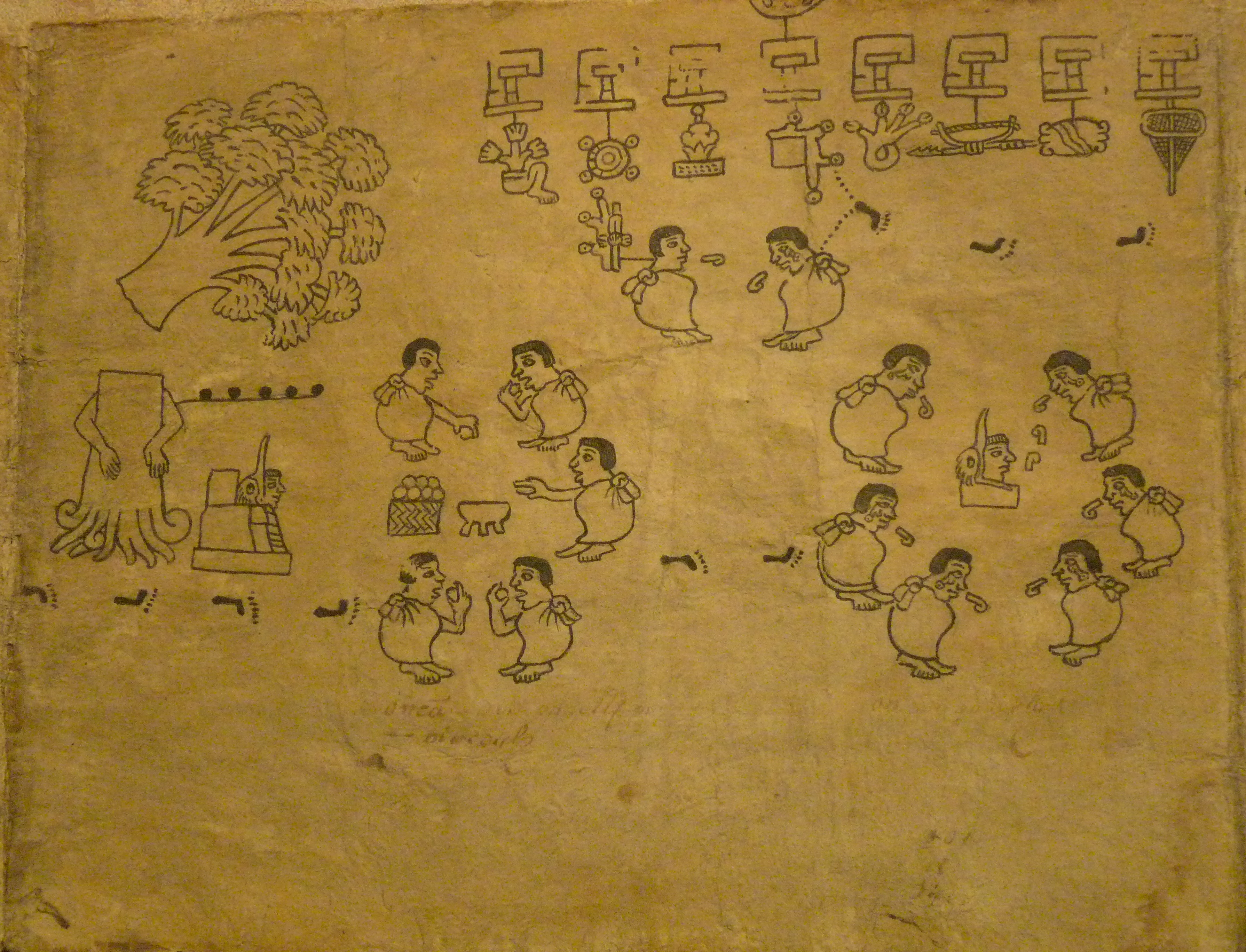
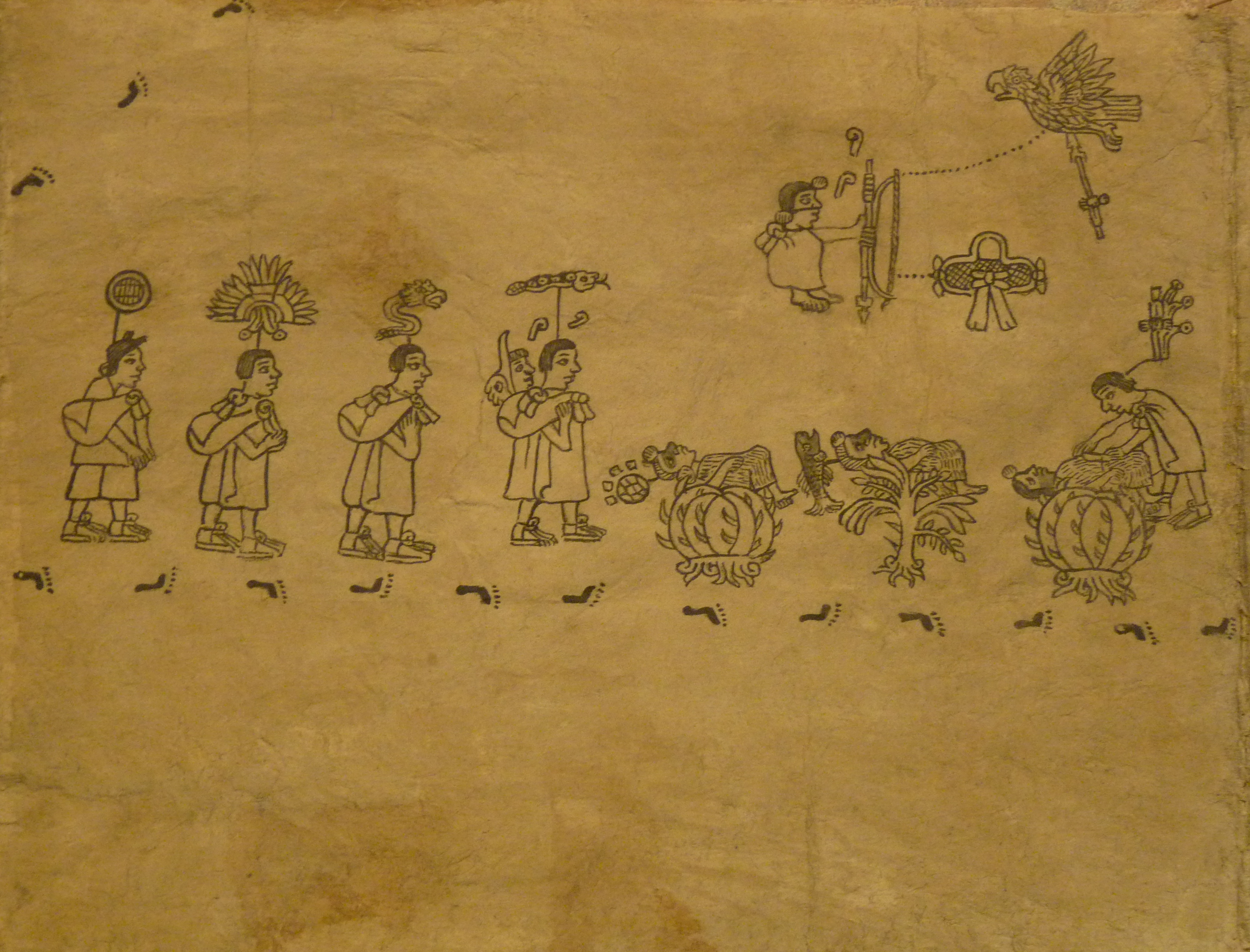
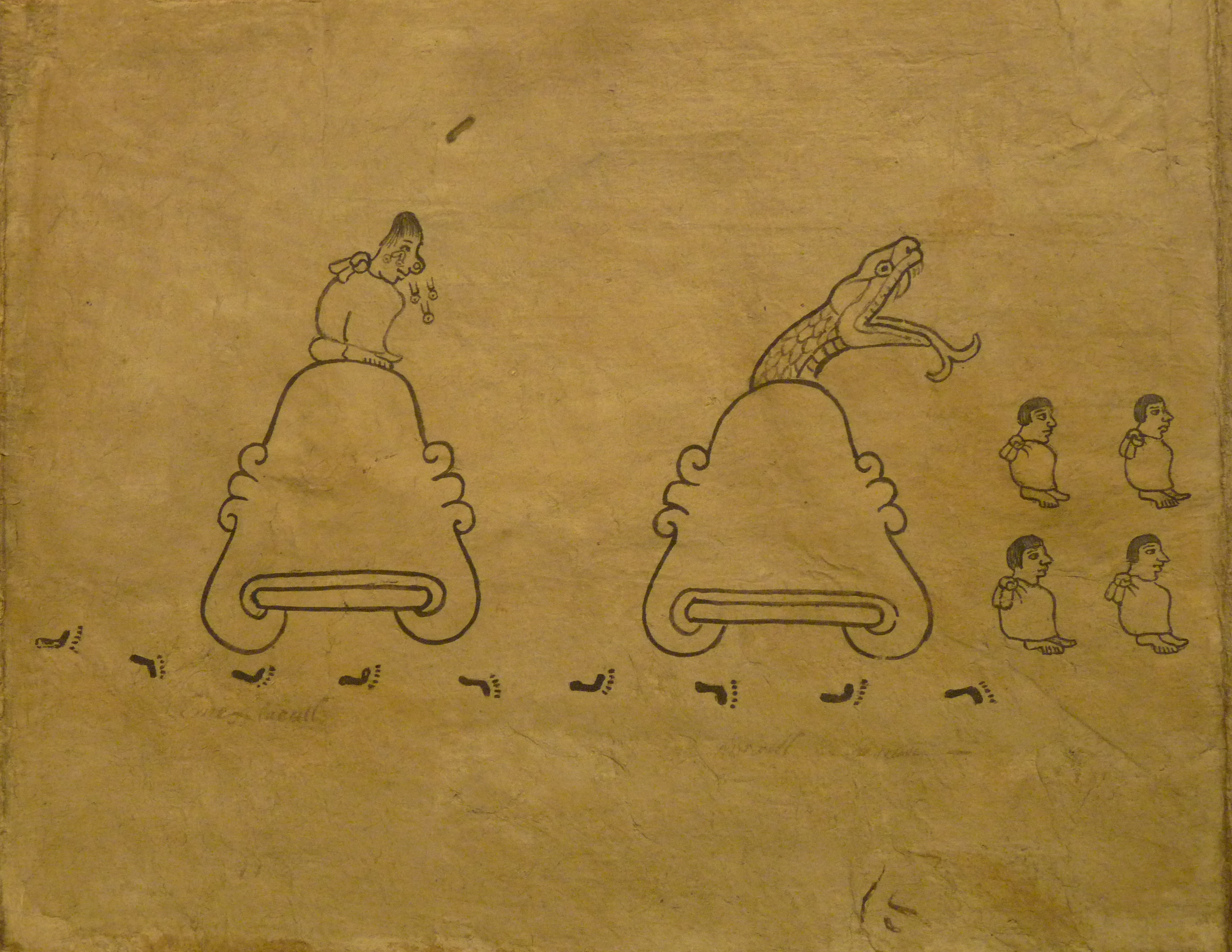
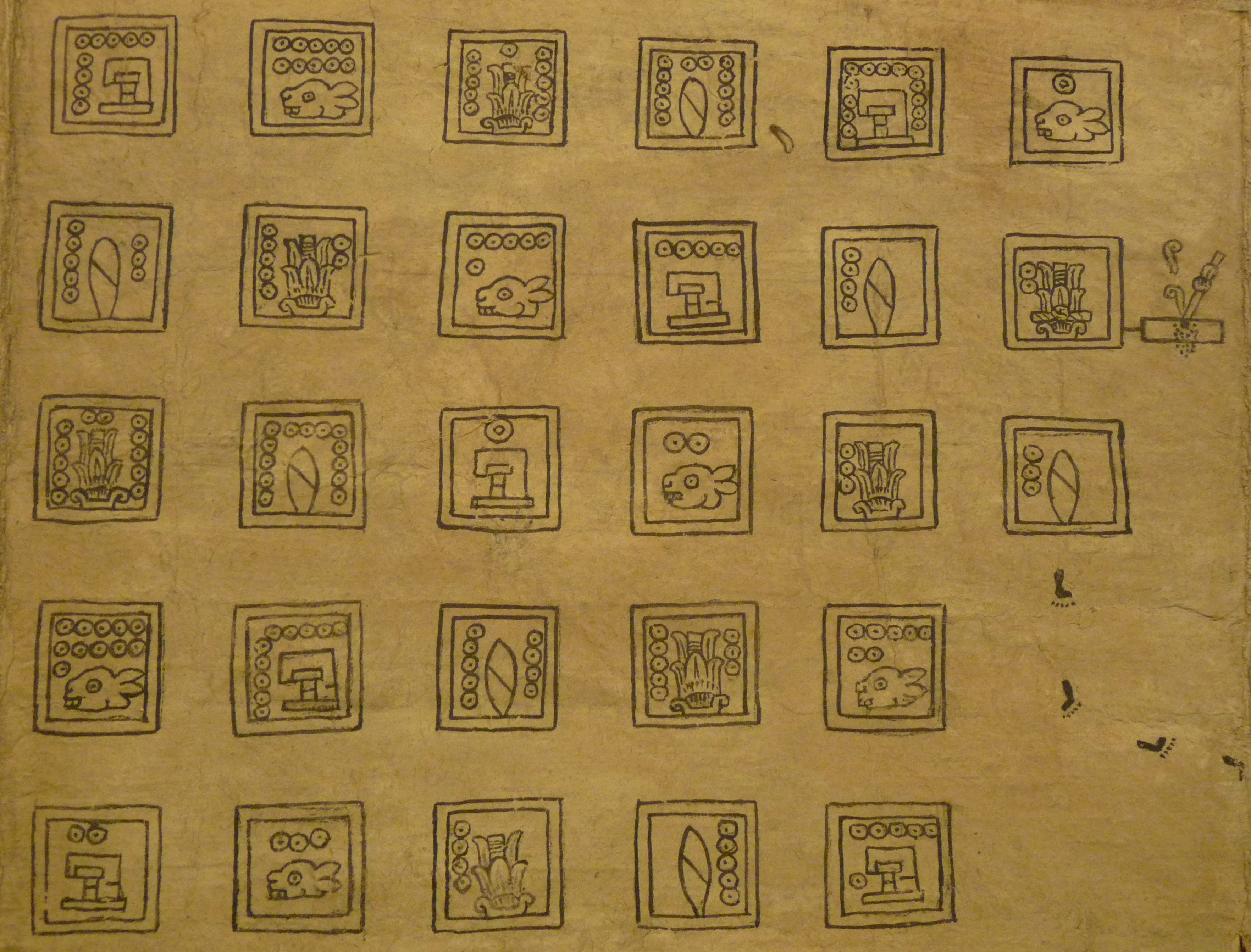
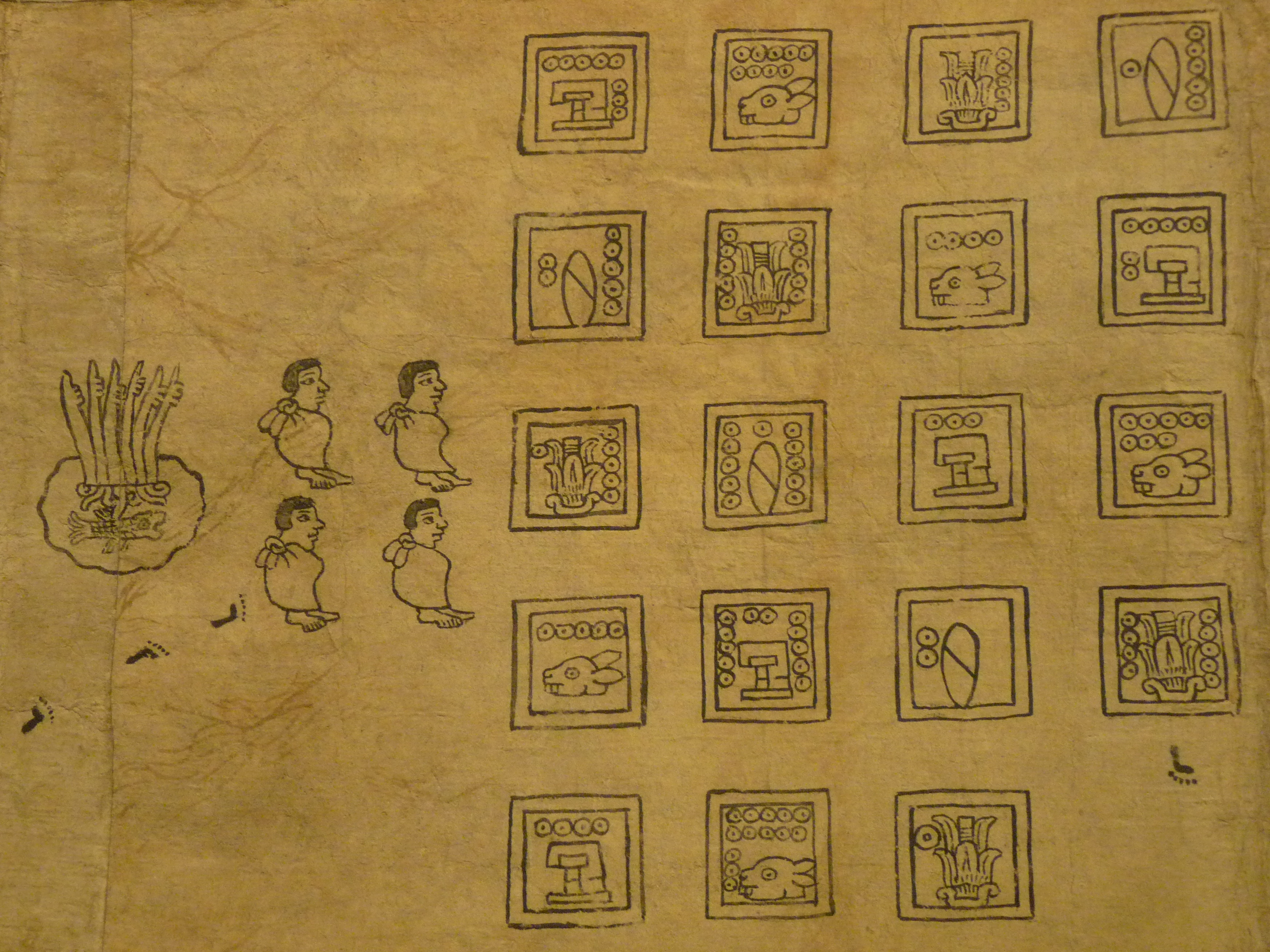
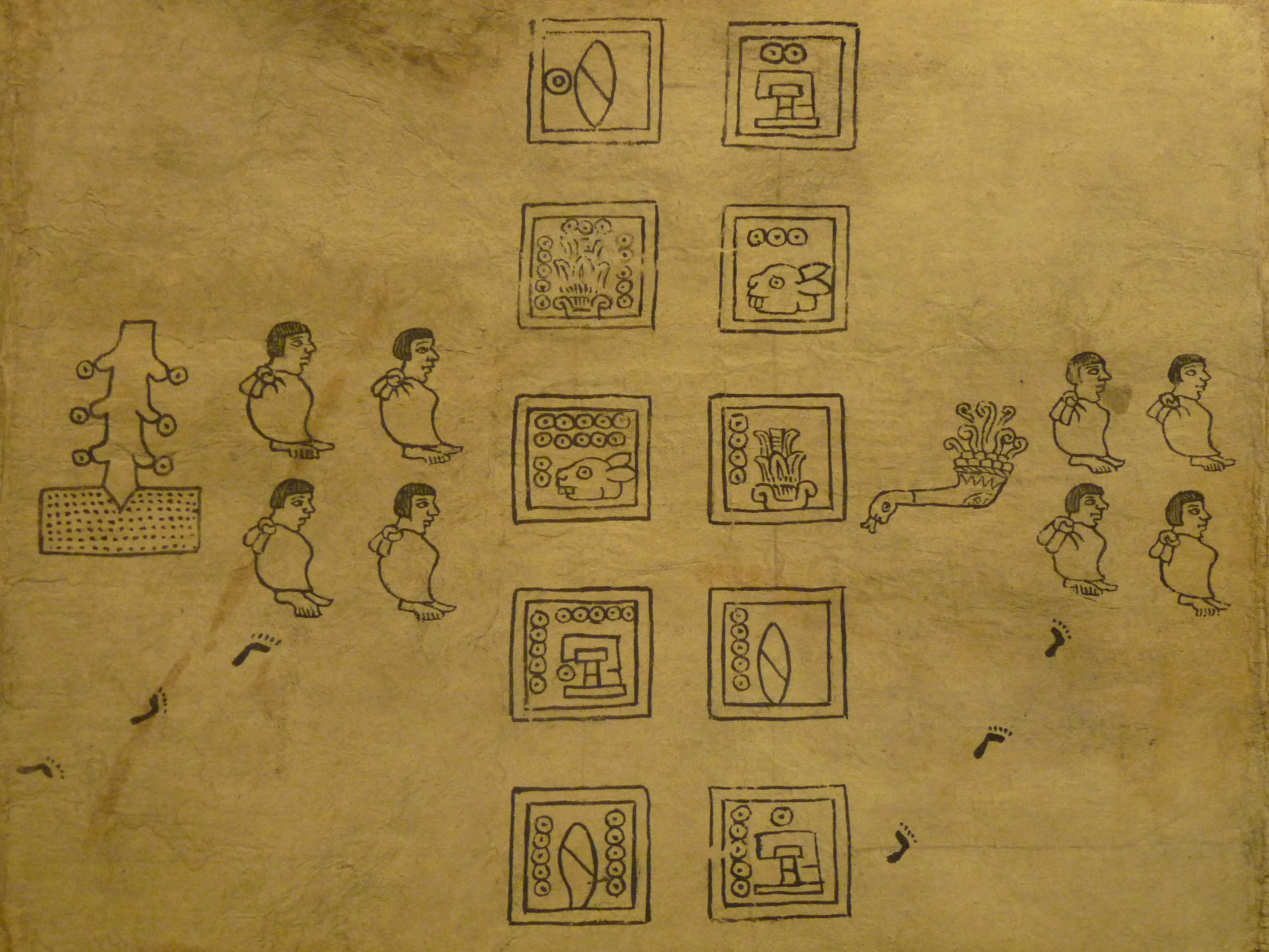
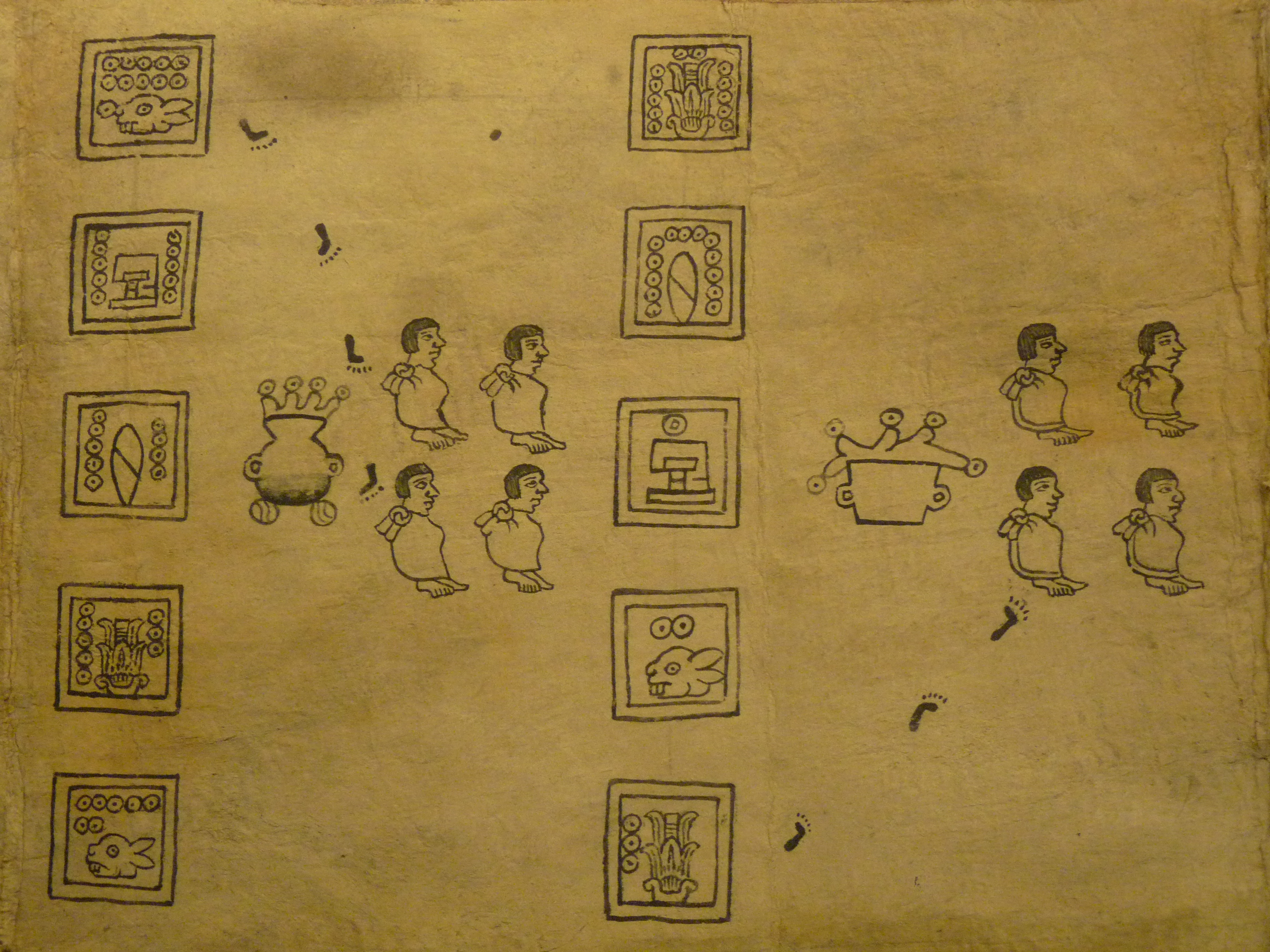
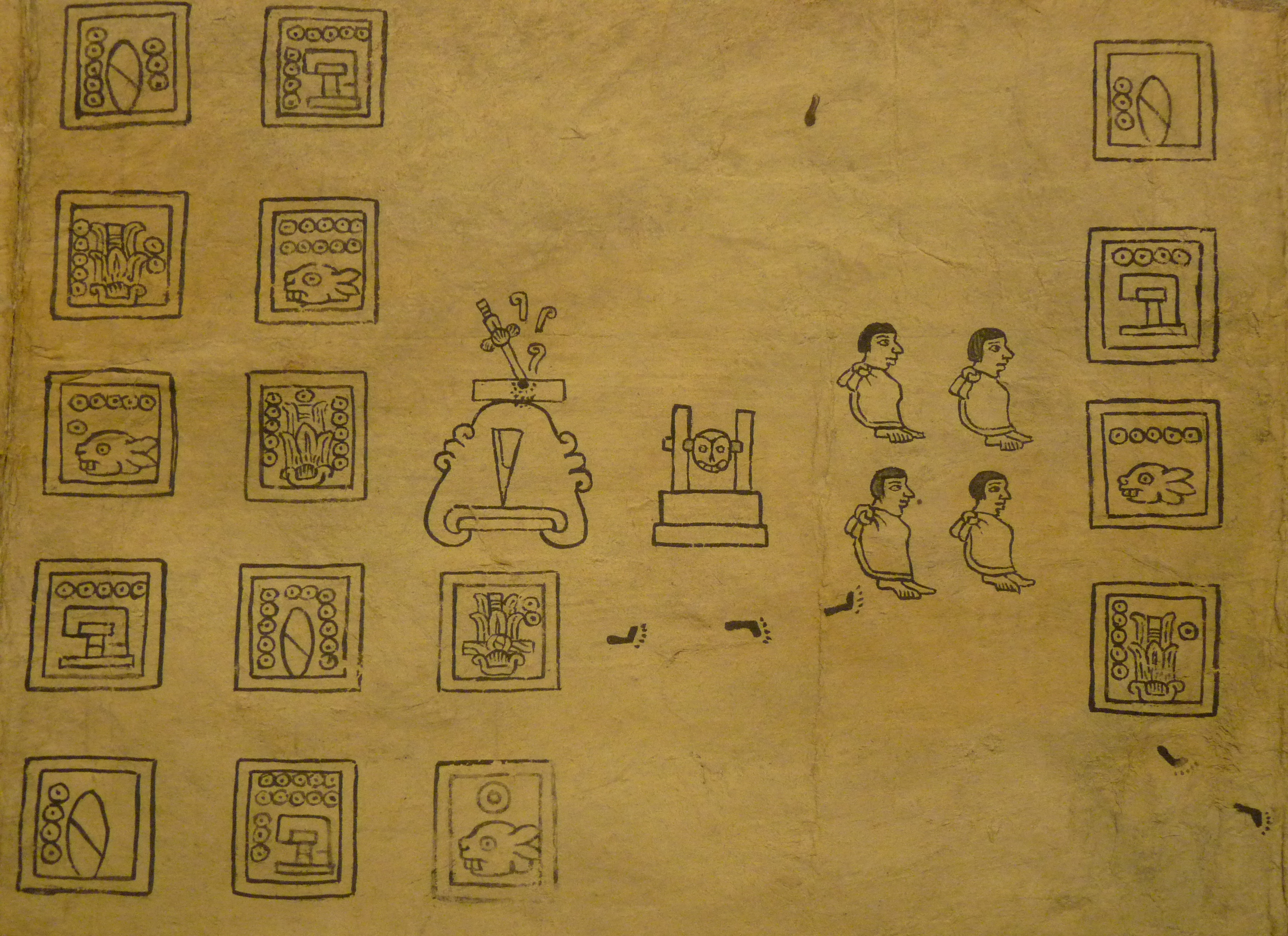
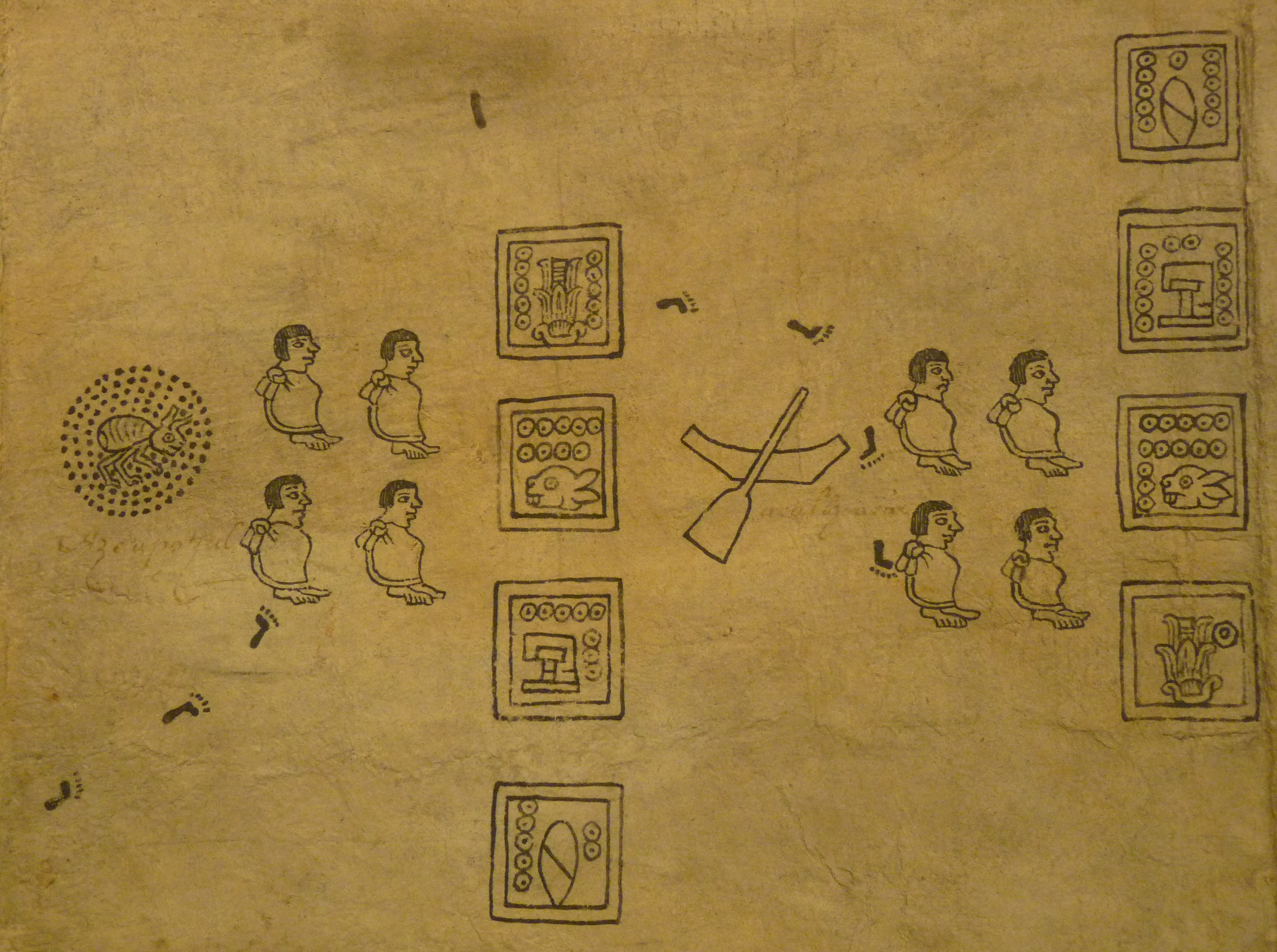
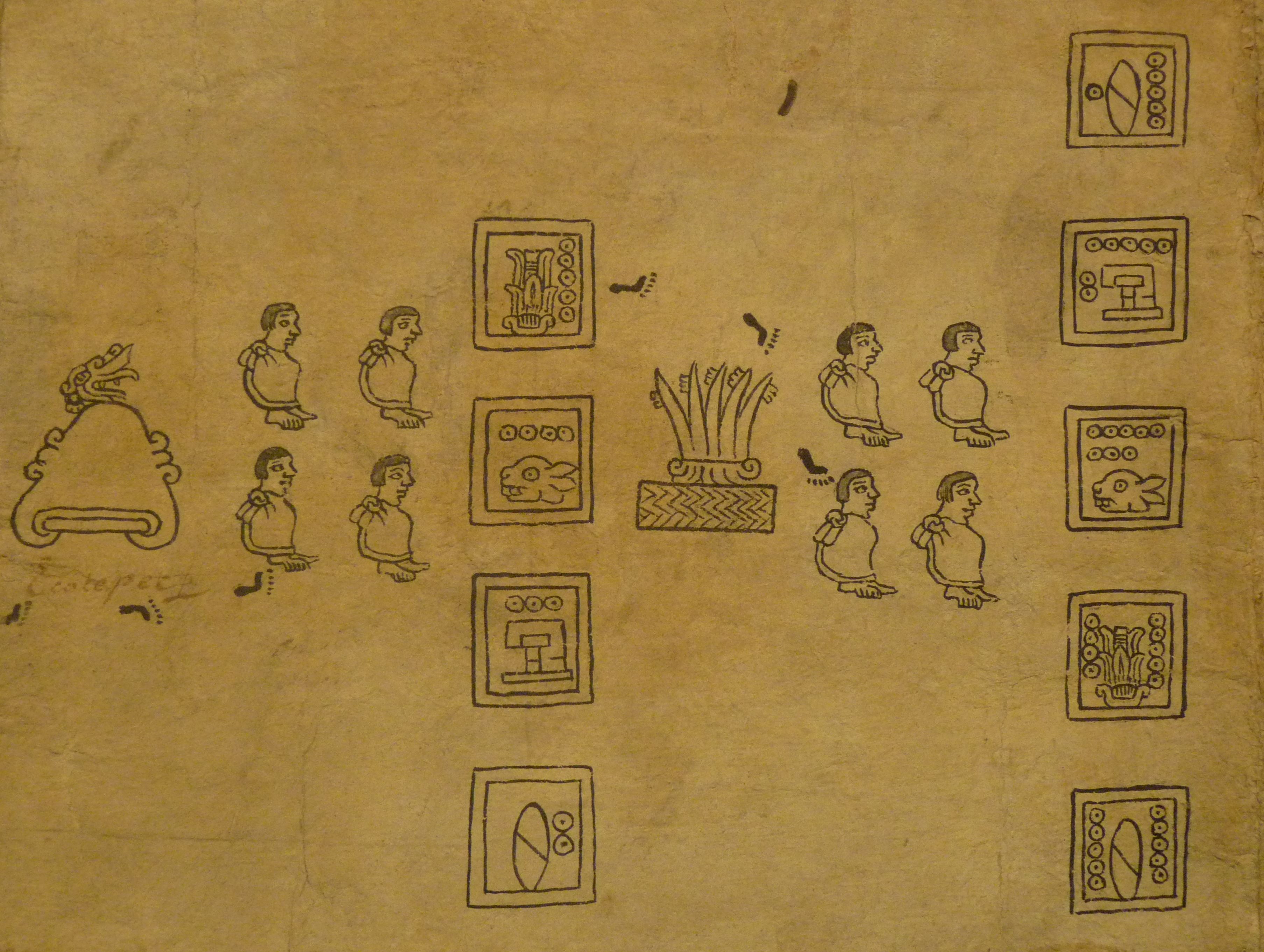
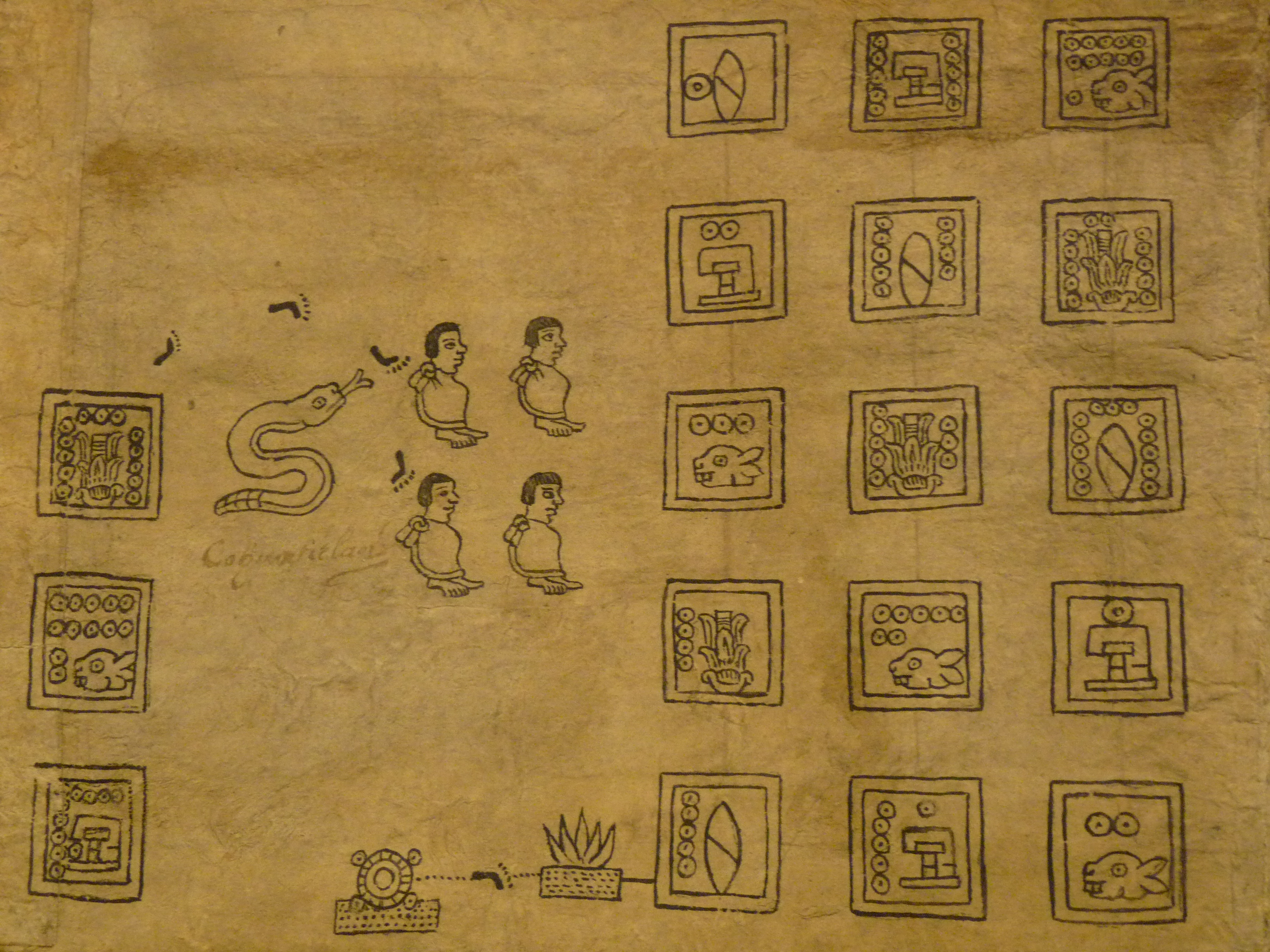
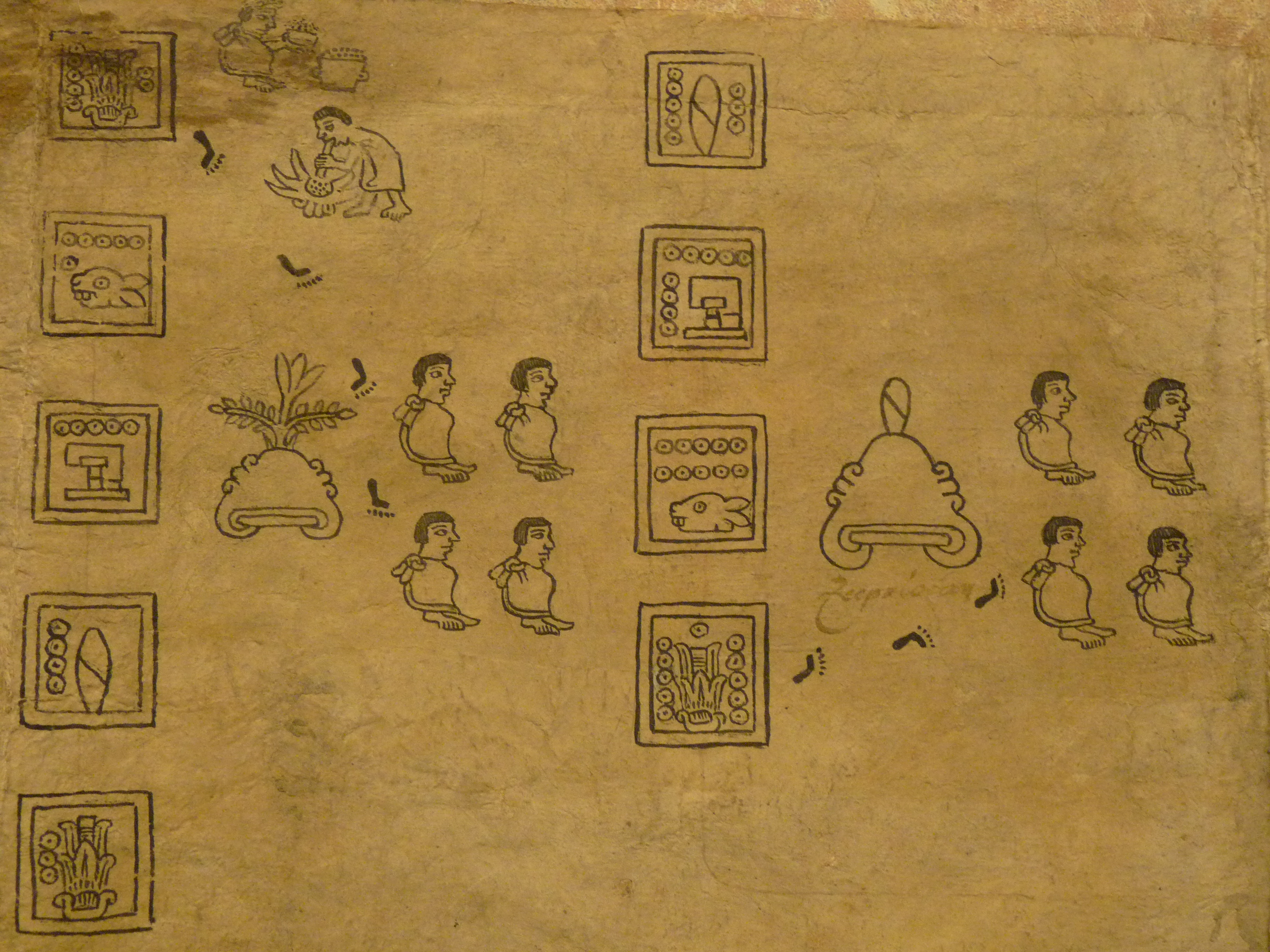
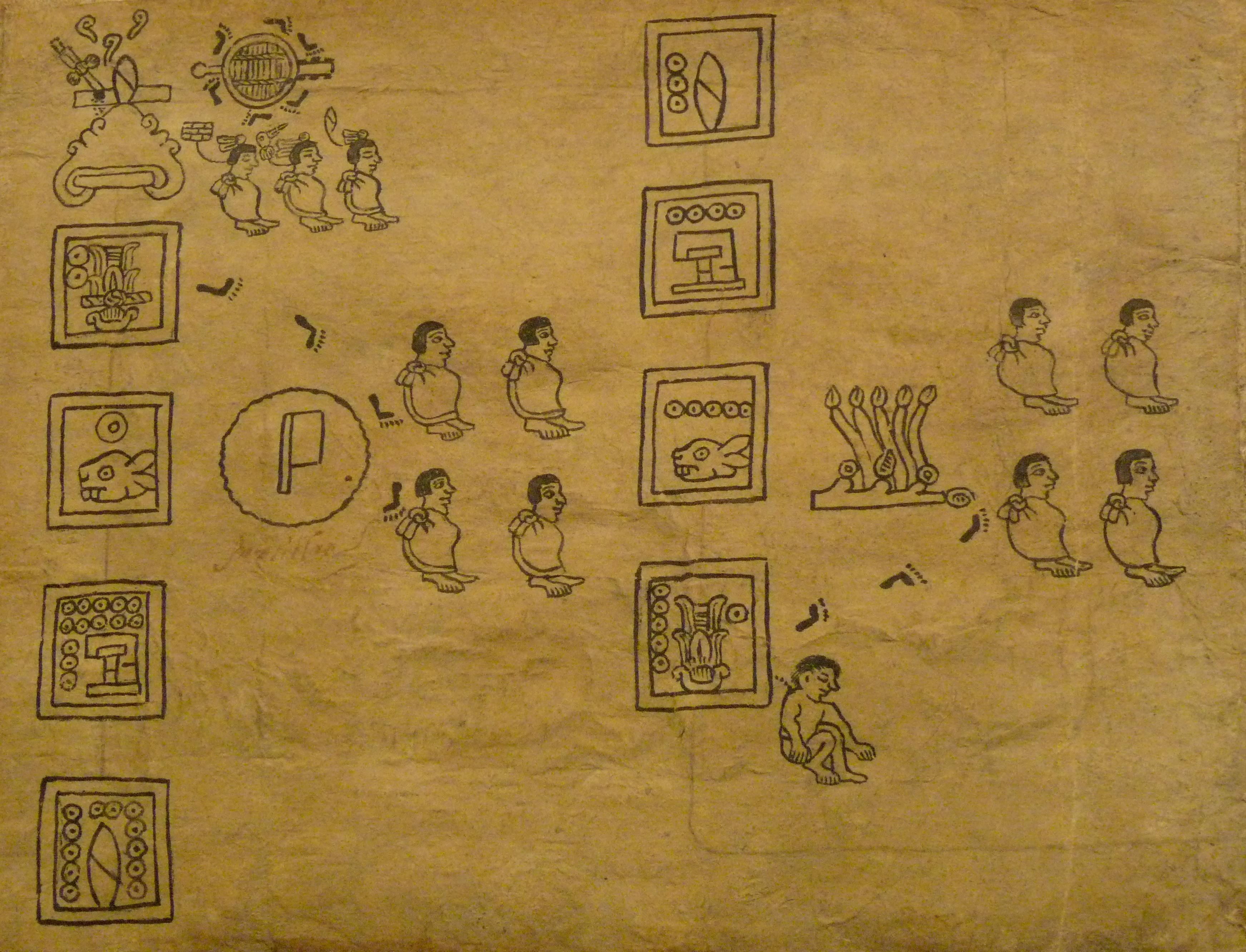
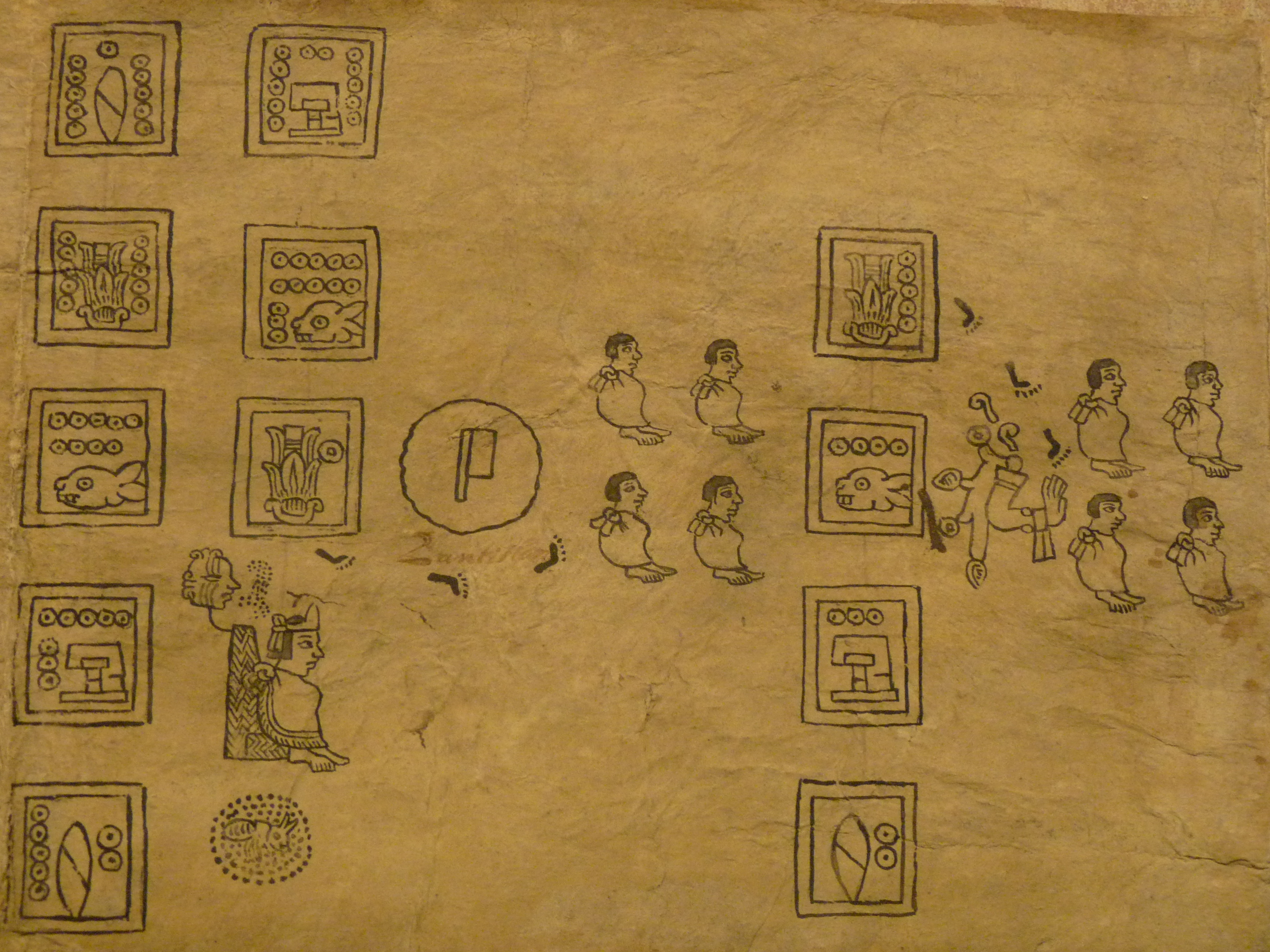
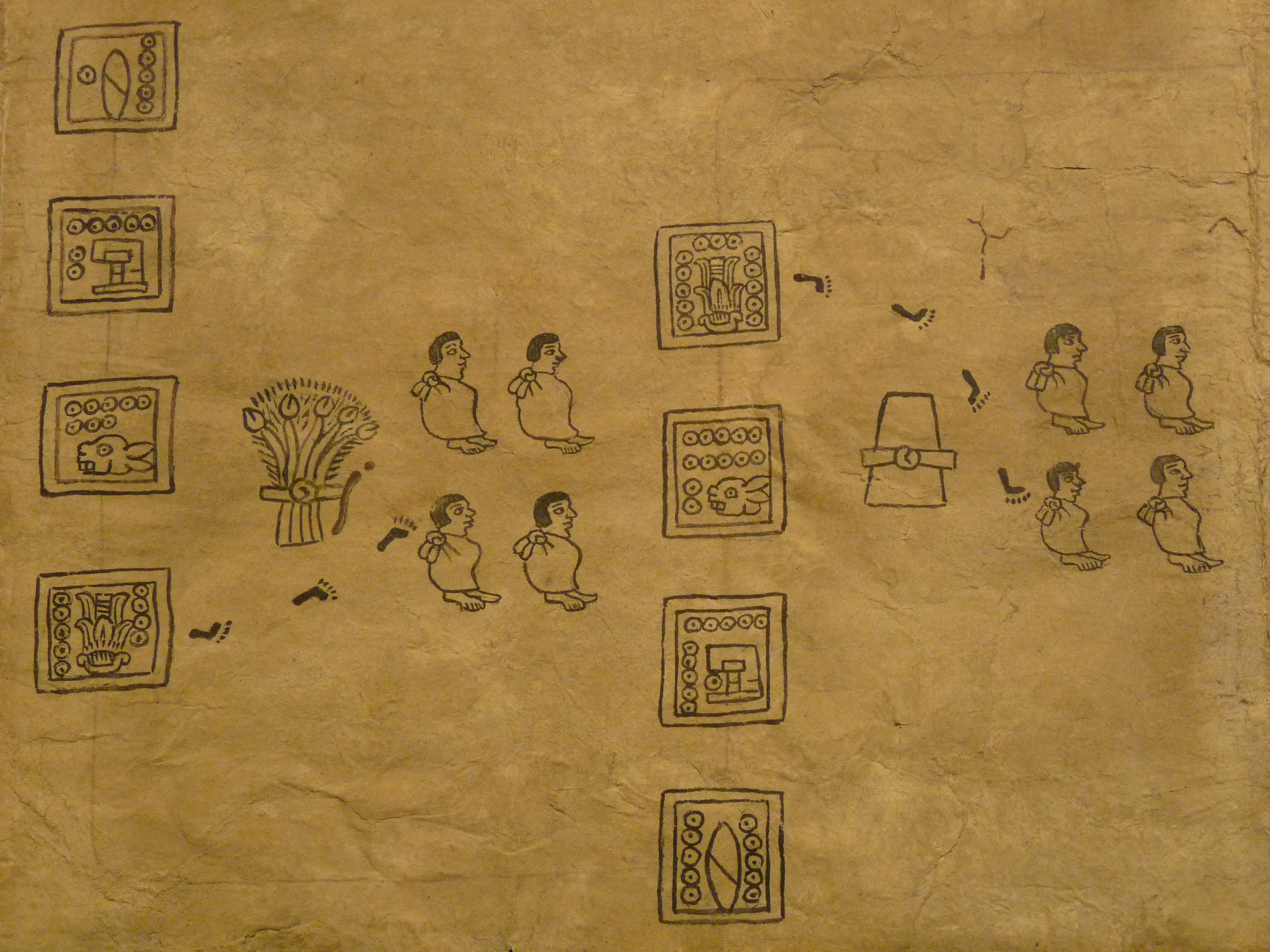
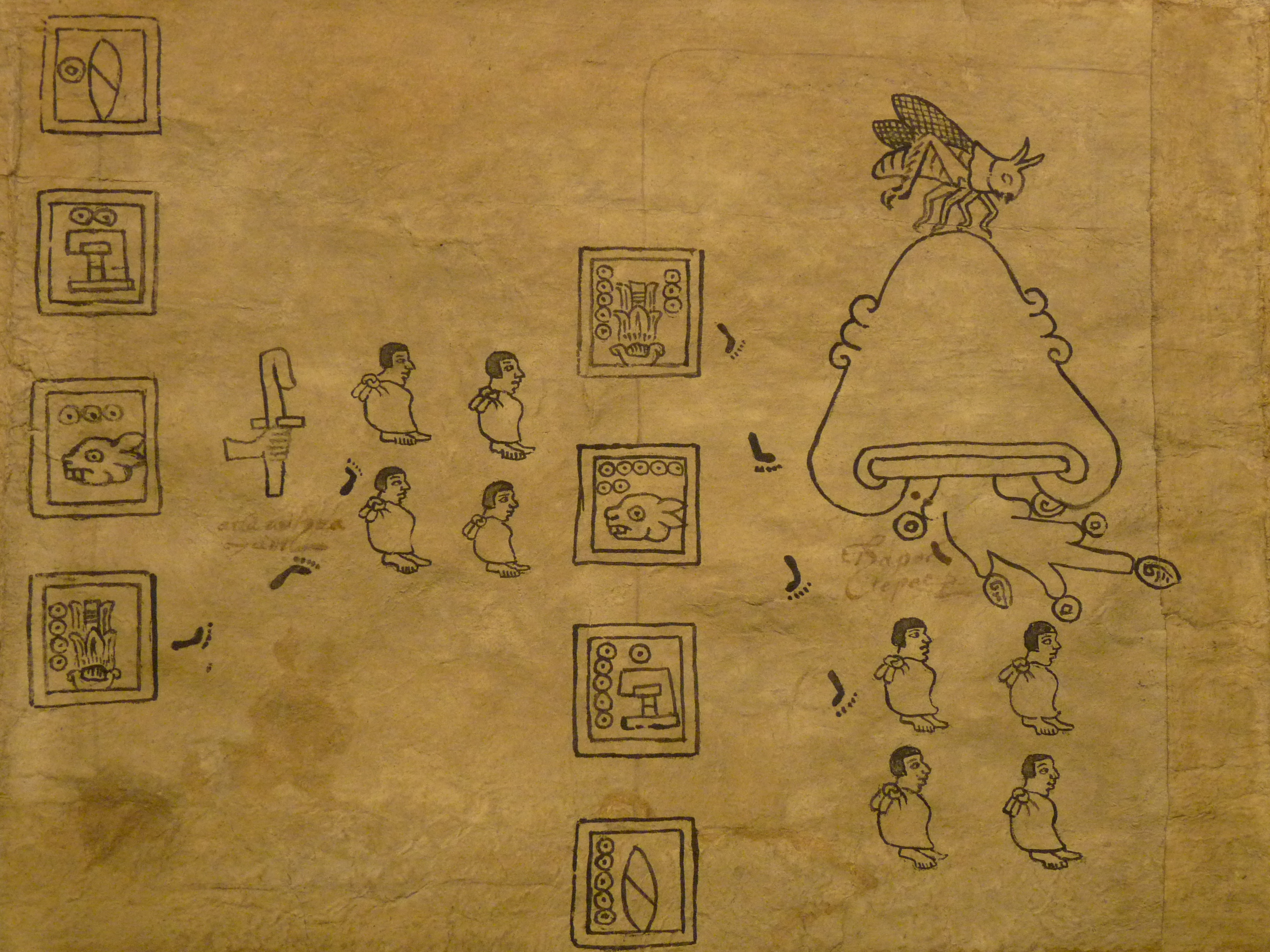
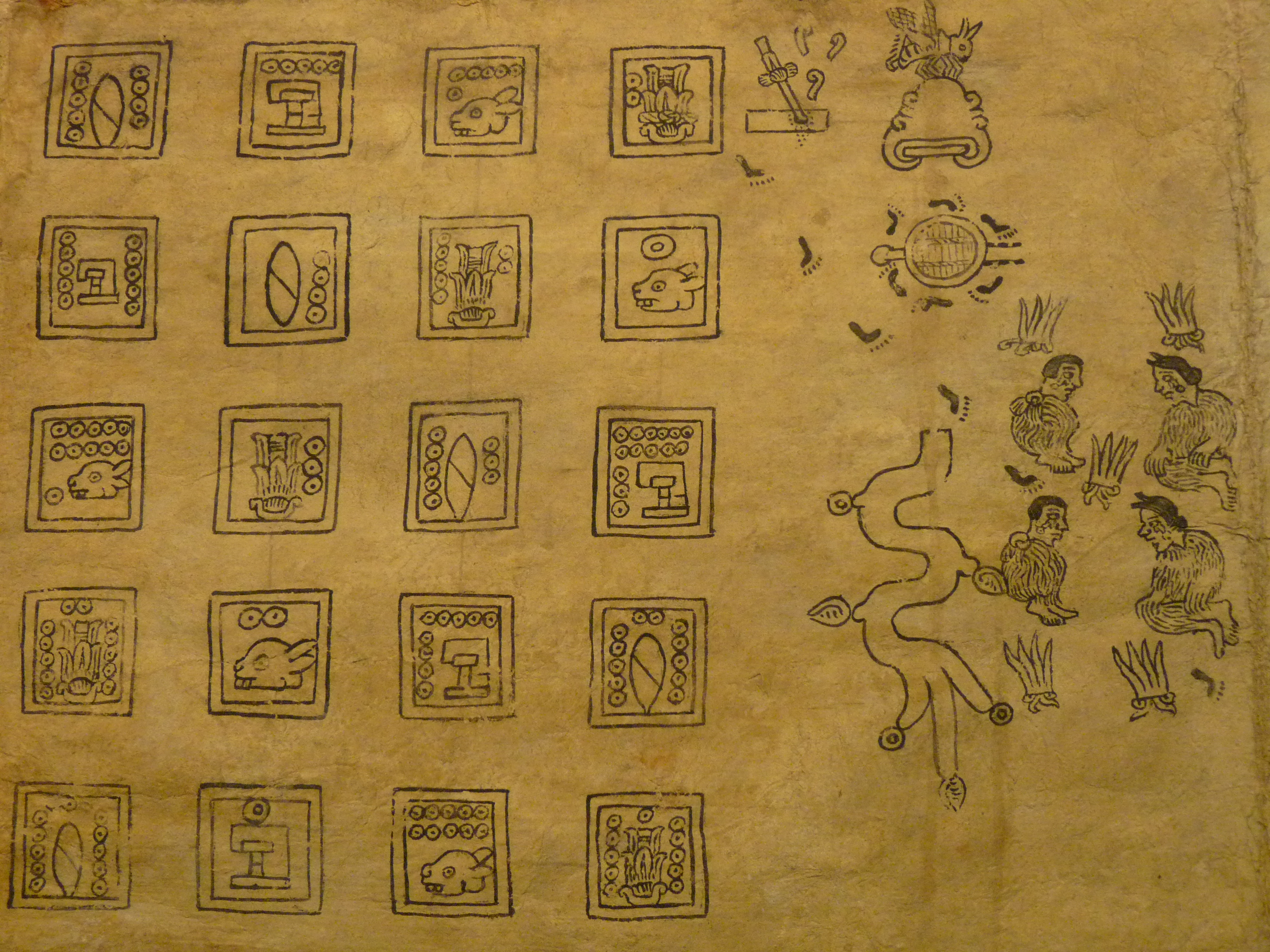
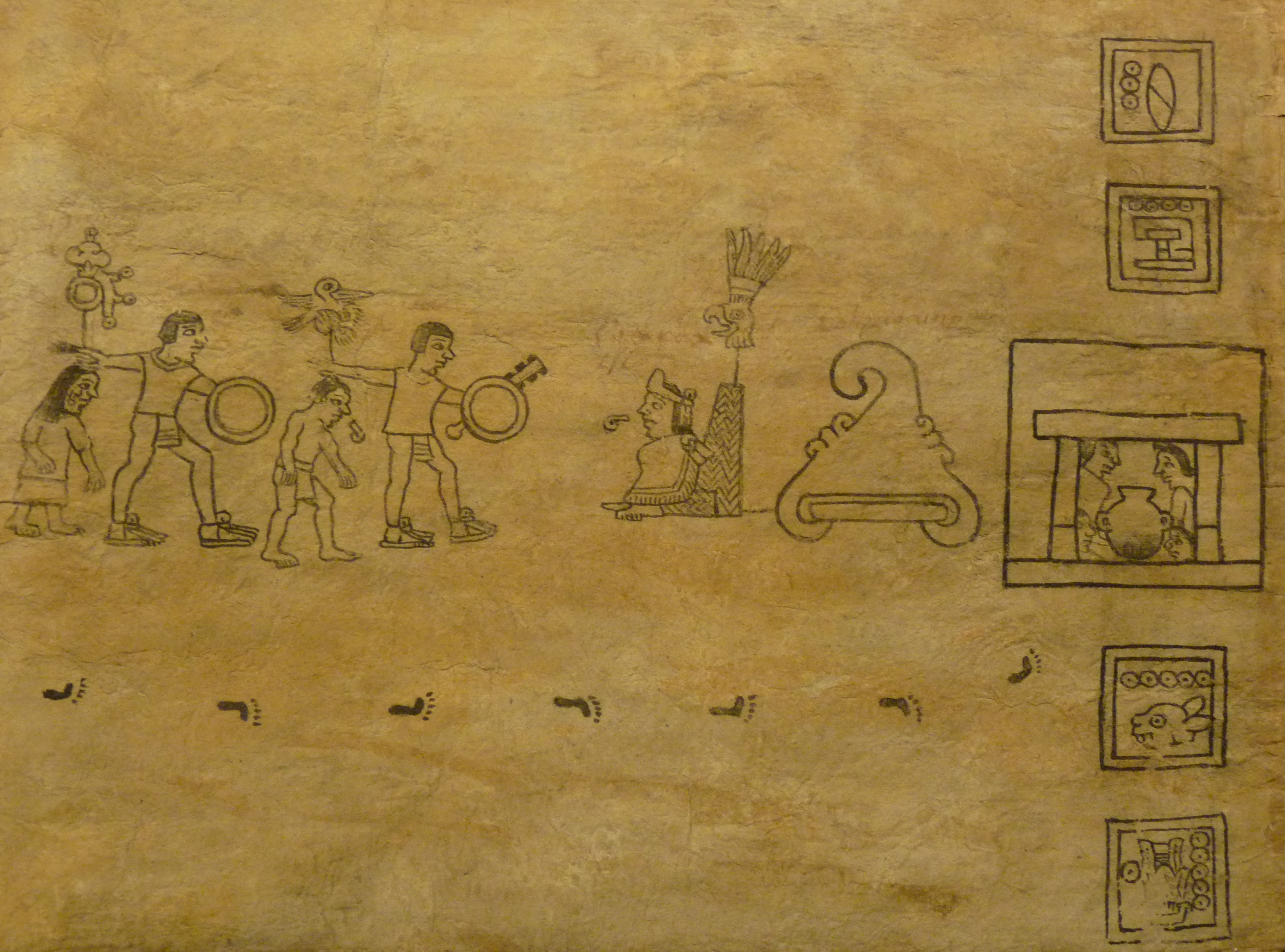
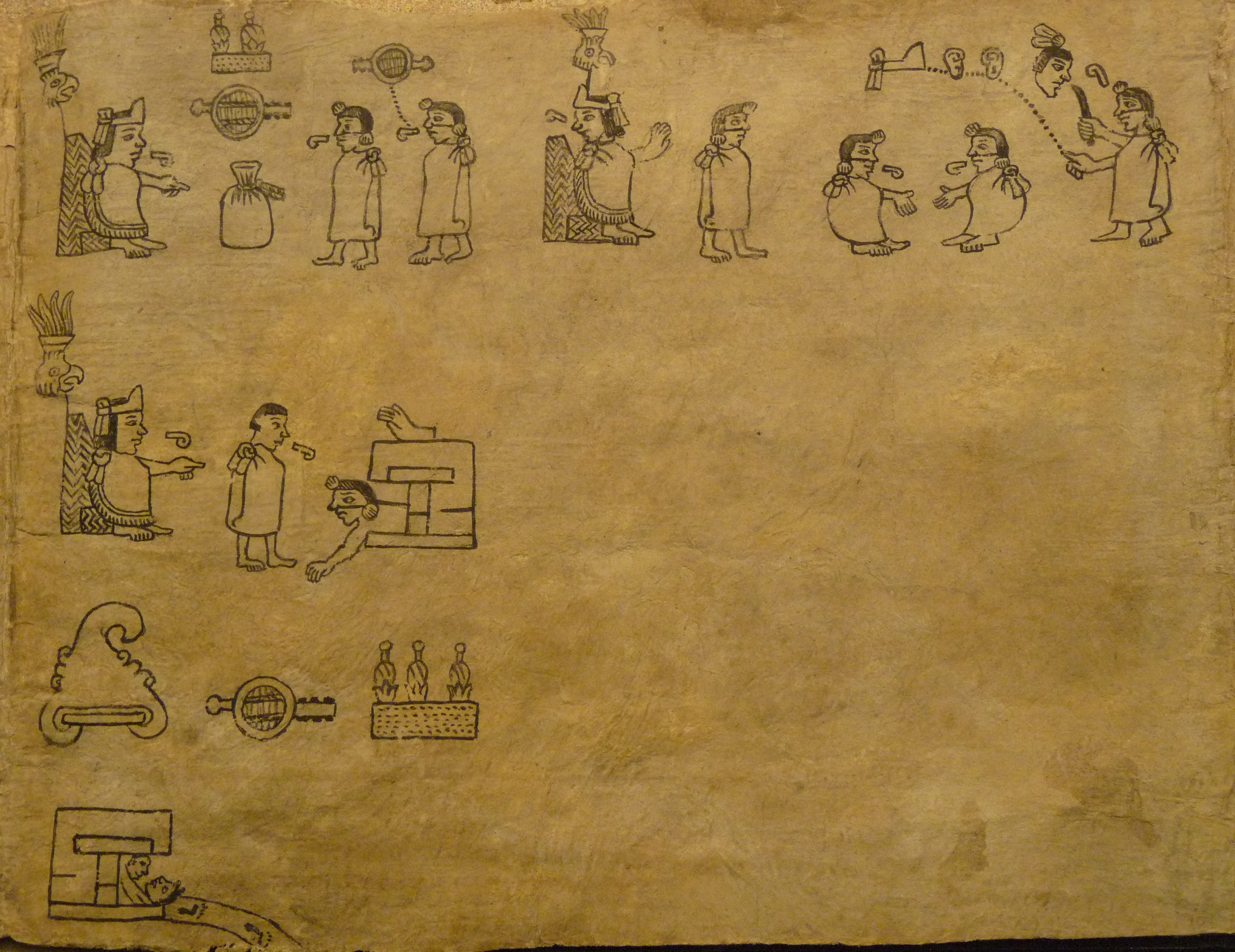
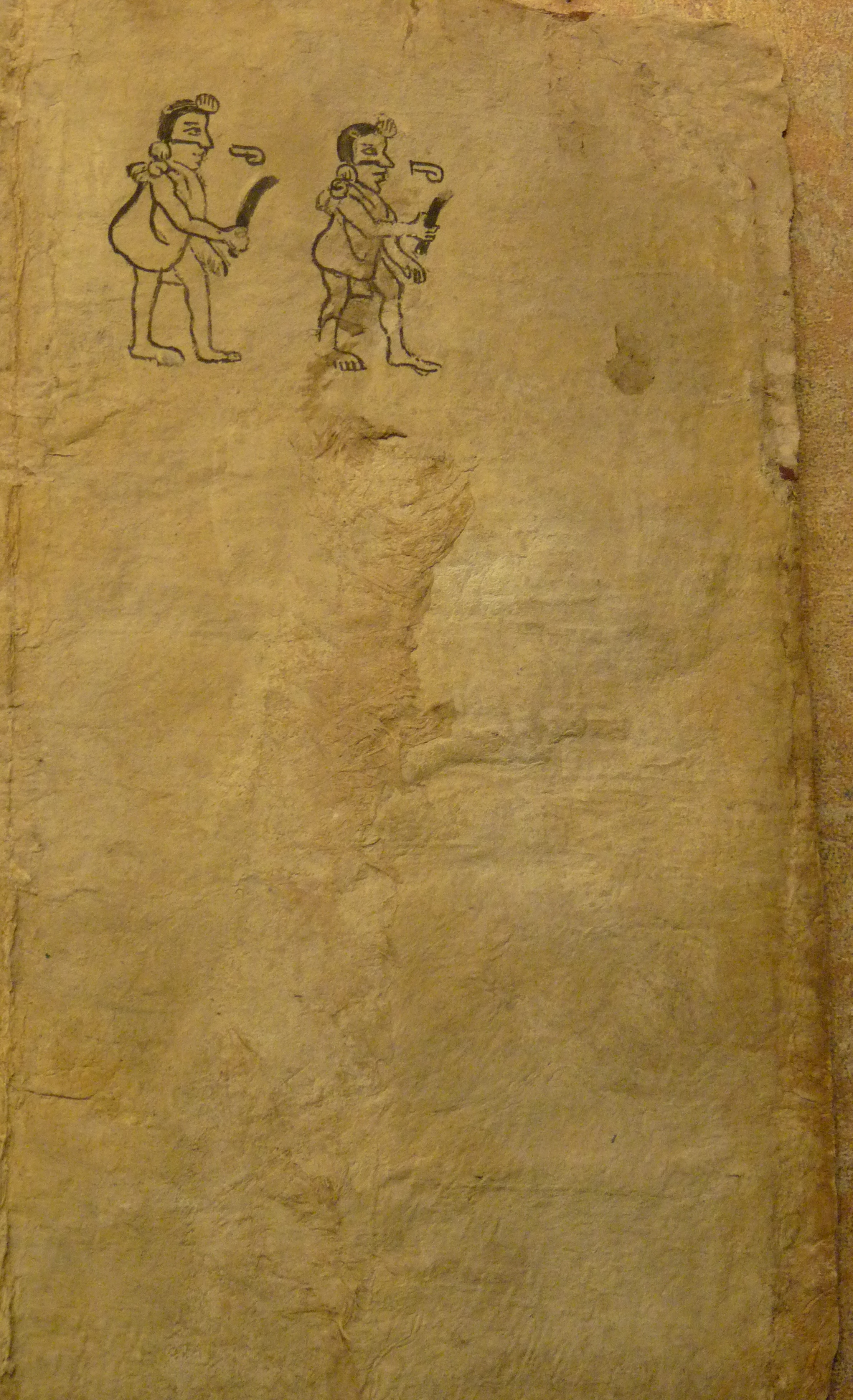